# Lady Lever Art Gallery

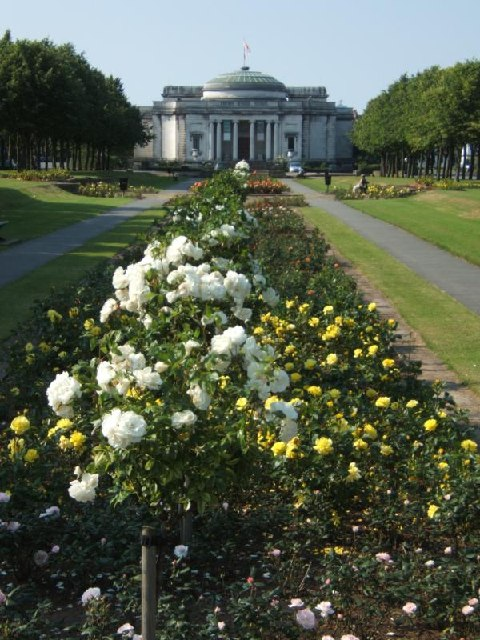
Lady Lever Art Gallery

La Lady Lever Art Gallery è una galleria d'arte fondata nel 1922 dall'industriale e magnate William Lever,  dedicata alla memoria di sua moglie Elizabeth.
Si trova in Inghilterra a Port Sunlight, un villaggio della contea metropolitana del Merseyside a pochi chilometri da Liverpool, fondato dallo stesso William Lever.
La galleria ospita opere di pittori inglesi del XVIII e XIX secolo ( per lo più di artisti appartenenti alla corrente dei preraffaeliti), arredamenti del XVIII secolo e una vasta collezione di porcellane Wedgwood.